# 秋田県道308号河辺阿仁線
秋田県道308号河辺阿仁線（あきたけんどう308ごう かわべあにせん）は、秋田県秋田市から北秋田市に至る一般県道である。

## 概要
国道13号から、岩見川沿いに北西方向へ伸び、秋田市河辺三内で秋田県道28号秋田岩見船岡線に合流する。三内以北は冬期間通行止めで、とくに岩見ダムから先は舗装されていない区間が続き、北秋田市の比立内川まで未整備区間が続く。比立内川に沿って北東方向へ進むと、国道105号に合流し右折、道の駅あにを過ぎると、国道105号から分岐左折、森吉山南側の秋田内陸縦貫鉄道 秋田内陸線の比立内駅 - 奥阿仁駅 - 阿仁マタギ駅間を並行し、打当川の岩井ノ又沢手前で路線が終わる。
市境界の秋田市河辺三内から北秋田市阿仁比立内までの42 kmの区間は河北林道として供用されていた。この内の33 km（キロメートル）が2009年以降通行止めとなっており、崩落が断続的に発生し復旧の目途が立たない。

### 路線データ
- 総延長 : 59.432 km[4]
- 実延長 : 58.479 km[4]
- 起点 : 秋田県秋田市河辺和田字坂本北488番3地先（和田坂本交差点、国道13号交点）[5]北緯39度39分21.28秒 東経140度14分24.05秒
- 終点 : 秋田県北秋田市阿仁打当字轟8番4[5]北緯39度55分32.69秒 東経140度33分19.14秒
- 未供用区間 : なし[4]

## 歴史
- 1964年（昭和39年） - 河辺郡河辺町三内（県道和田岩見三内線交点）から郡境までを岩見三内林道、北秋田郡阿仁町比立内から郡境までを鍰内林道（からみないりんどう）として秋田営林局によって工事が開始される[2]。
- 1968年（昭和44年） - 岩見三内林道・鍰内林道が開通し、河北林道として供用開始される[2]。
- 1995年（平成7年）4月1日 - 県道和田岩見三内線の一部および河北林道を含む河辺郡河辺町和田から北秋田郡阿仁町打当までの区間が秋田県道308号に認定される[2][5]。
- 2002年（平成14年）11月29日 - 北秋田郡阿仁町長畑字長畑65番6地先から22番4まで供用開始し[6]国道105号との重複区間が変更になる。
- 2009年（平成21年）7月10日 - 旧河北林道区間の33 kmが通行止めになる[3]

## 路線状況

### 重複区間
- 秋田県道28号秋田岩見船岡線（秋田市河辺三内・地内）、450メートル[4]
- 国道105号（北秋田市阿仁比立内字堂ノ向 - 北秋田市阿仁長畑字長畑65番6）、503メートル[4]

### 冬期閉鎖区間
- 区間 : 北秋田市阿仁打当・地内[7]
  - 期日 : 11月下旬 - 翌年5月[8]
- 区間 : 秋田市河辺三内財の神 - 北秋田市阿仁比立内[7]
  - 期日 : 11月下旬 - 翌年5月[8]

### 交通不能区間
- 旧河北林道の区間で通り抜けできない[3]

### 道路施設
- 道の駅あに

## 地理
終点から先は国道341号（仙北市）まで市道が続き、途中には駐車場と安の滝（中ノ又渓谷）・幸兵衛滝（立又渓谷）・桃洞滝（桃洞渓谷）など森吉山県立自然公園内のトレッキングコースや登山道が整備されている。登山道は森吉山の北側を通る秋田県道309号比内森吉線（小又峡・太平湖）側へ通じている。森吉山や県立自然公園周辺は月の輪熊の生息地である。

### 通過する自治体
- 秋田市 - 北秋田市

### 交差する道路
| 施設名         | 接続路線名                 | 備考                  | 所在地                                                           |
| -------------- | -------------------------- | --------------------- | ---------------------------------------------------------------- |
| 和田坂本交差点 | 国道13号 （=国道46号重複） | 起点                  | 秋田市河辺和田字坂本北                                           |
|                | 秋田県道28号秋田岩見船岡線 | 重複区間、450メートル | 秋田市河辺三内・地内北緯39度42分41.5秒 東経140度17分34.7秒       |
|                | 国道105号                  |                       | 北秋田市阿仁比立内字堂ノ向北緯39度54分9.94秒 東経140度27分18.3秒 |
| 道の駅あに     |                            | 国道105号重複区間     | 北秋田市阿仁比立内字家ノ後                                       |
|                | 国道105号                  |                       | 北秋田市阿仁長畑字長畑                                           |
|                |                            | 終点                  | 北秋田市阿仁打当字轟                                             |

### 沿線の施設など
- 秋田市河辺市民サービスセンター岩見三内連絡所
- 岩見三内郵便局
- 秋田県健康増進交流センターユフォーレ
- 岩見ダム
- 北秋田市阿仁総合窓口センター大阿仁出張所（国道105号経由）
- 秋田内陸縦貫鉄道 秋田内陸線
  - 比立内駅（国道105号経由）
  - 奥阿仁駅
  - 阿仁マタギ駅
- マタギ資料館
- 打当温泉
- 森吉山県立自然公園